# Атанас Лазовски
Атанас Янков Тенев, приел псевдонима Атанас Лазовски, е български писател, публицист, литературен критик и историк.

## Биография
Роден е на 6 февруари 1939 г. в с. Попово, Борисовградско. В Пловдив завършва средно образование и педагогическо училище, а българска филология, библиография и библиотекознание в Софийския държавен университет.
Работил е като учител, редактор във в. „Литературен фронт“ (1966–1968) и сп. „Пламък“ (1969–1973), и драматург на Търговишкия театър.
През 1968 г. е принуден да се откаже от редакторското си място в отдел „Критика“ на в. „Литературен фронт“.. След няколко години напуска и редакцията на сп. „Пламък“.
Член е на Съюза на българските писатели.
Занимава се с йога.
Умира на 23 септември 2022 г.

## Идеи и творчество
Още с книгата си за Атанас Далчев си спечелва репутация на критик с лице. Участва в дискусии, които обикновено сам предизвиква.
Той е сред критиците, приели радушно поезията на Биньо Иванов и отхвърлили поезията на Николай Кънчев.
Сред героите на критическите му статии е напр. Николай Хайтов, за когото през 2009 г. пише:
| „ | „Писателят водач чрез писано и говорено слово, чрез телевизия и театър се опитваше безусловно да налага своите оценки за нещата. И ги представяше обикновено като „народни“, „патриотични“, „родолюбиви“. Те донякъде, в някои от случаите биваха наистина и градивни, и навременни. Но повече ощетяваха, изкривяваха – противопоставяха се на традиционния древен порядък на българския светоглед. С разнородните си дела Хайтов имаше амбиция да се добере до корените – за да пресича, да пренаглася, да пренасочва жизнените енергии. И не можеше да се самоосъзнае, разбира се, доколко опасен враг е на същинското величие на своя народ. Напротив – имаше самочувствие на ненадминат по родолюбие българин, от когото единствено зависи националното бъдеще...“ | “ |

Има траен исторически интерес към личността на Матей Преображенски.